# Niederländischer Supercup der Amateure
Der niederländische Supercup der Amateure ist ein Fußballwettbewerb zwischen dem Niederländischen Amateurmeister und dem Sieger des Amateur-Pokalwettbewerbs.
Der erste Supercup der Amateure wurde 1995 ausgetragen, ihn gewann der Amateurpokalsieger SV Argon aus Mijdrecht. Am 14. August 2010 gab es das 14. Finale, in dem die VV IJsselmeervogels aus Spakenburg, die in der Saison 2010/11 in der Topklasse spielen, den Pokalsieger VV Dongen aus der Hoofdklasse mit 2:0 besiegten. 
In den 14 Finalspielen bis 2010 konnte sich sechsmal der Pokalsieger durchsetzen, acht Titel konnten die Meister verbuchen. Jeweils zwei Mal errangen SV Argon, VSV TONEGIDO und VV IJsselmeervogels den Titel.

## Bisherige Gewinner
- 1995: SV Argon Mijdrecht (Pokalsieger)
- 1996: nicht ausgetragen
- 1997: VV Baronie Breda (Meister)
- 1998: nicht ausgetragen
- 1999: VV Gemert (Pokalsieger)
- 2000: VV Katwijk (Meister)
- 2001: ADO ’20 Heemskerk (Pokalsieger)
- 2002: VSV TONEGIDO Voorburg (Pokalsieger)
- 2003: VSV TONEGIDO Voorburg (Pokalsieger)
- 2004: VV Ter Leede Sassenheim (Pokalsieger)
- 2005: ASWH (Meister)
- 2006: VV IJsselmeervogels (Meister)
- 2007: SV Argon Mijdrecht (Meister)
- 2008: FC Lisse (Meister)
- 2009: WKE Emmen (Meister)
- 2010: VV IJsselmeervogels (Meister)